# Viva Forever
«Viva Forever» — песня британской женской группы Spice Girls с их второго альбома Spiceworld. Изначально на обратной стороне сингла должна была быть песня «Never Give up on the Good Times». В связи с уходом из группы Джери Халлиуэлл, выход сингла откладывался несколько раз. В Великобритании «Viva Forever» вышла 20 июля 1998 года, и получила положительные отзывы критиков. В чартах композиция так же была успешна, став седьмым синглом группы, возглавившим британский чарт. Сингл получил платиновый статус от Британской ассоциации производителей фонограмм (BPI), а также возглавил чарт Новой Зеландии. В целом, он получил коммерческий успех, несмотря на низкую промокампанию.
Режиссёром видеоклипа на эту песню выступил Стив Бокс. В клипе солистки предстали в образе фей, выполненном в стиле кукольной анимации. Четверо солисток группы исполняли этот трек в программе Top of the Pops, а также в телеверсии Британской национальной лотереи. Совместная версия с Лучано Паваротти была исполнена на его благотворительном концерте Pavarotti and Friends. Также группа в полном составе после воссоединения исполняла эту песню вживую во время тура The Return of the Spice Girls. «Viva Forever» широко рассматривается как лучшая песня в карьере Spice Girls. В книге Дэвида Синклэйра «The Spice Girls Revisited» соавторы/продюсеры, Мэттью Рови и Ричард Стэннэрд подтвердили, что основным автором этой песни является Джери Халлиуэлл.

## История создания
В конце марта 1998 года было объявлено, что на одной стороне сингла будет присутствовать песня «Never Give Up on the Good Times», на другой — «Viva Forever». В известном разделе журнала Smash Hits «Bandwatch» подробно следили за состоянием сингла, и первые новости, которые появились в разделе, были о том, что на одну из песен выйдет мультипликационный клип. Первоначально сингл должен был выйти 11 мая 1998 года. Позже его релиз был перенесён на 25 мая. В конце апреля дата выпуска снова поменялась, и была перенесена на 8 июня, и в это время в Интернете появилась промокассета для «Viva Forever» без «Never Give up on the Good Times». В начале мая дату релиза перенесли на 29 июня. В программе Evening Mail от 19 мая 1998 года сообщили, что разыгрываются 10 копий видео, и что каждый победитель получит также футболку от Spice Girls и двойной сингл «Never Give up on the Good Times/Viva Forever».
27 мая 1998 года Spice Girls должны были выступить на Британской национальной лотерее и исполнить песни «Viva Forever» и «Never Give up on the Good Times». В тот вечер группа исполнила песни «Viva Forever» и «Spice Up Your Life» без Джери Халлиуэлл, отговорившись тем, что она больна. Девушки выбрали «Spice Up Your Life» из-за того, что в ней всего одна сольная партия Джери. Песня «Stop» не была исполнена, так как Халлиуэлл поёт в ней в самом начале. Её партию невозможно было перепеть другими участницами, так как они пели не вживую, а под фонограмму. В начале июля было подтверждено, что на сингле будет только песня «Viva Forever», без объяснений о том, почему убрали песню «Never Give up on the Good Times». Многие считали, что песню убрали по причине того, что у группы не было времени на создания видео, так как в то время солистки гастролировали по Америке, а также из-за того, что первую строчку песни исполняет Халлиуэлл: «She used to be a chancer, sparkle in the rain, Told me she needed a friend». Сингл должен был выйти 13 июля. Хотя в этот день уже были готовы постеры, незадолго до этого дата выхода снова поменялась. Все магазины Великобритании получили предупреждение, что сингл выйдет через неделю. После долгих задержек сингл в итоге вышел 20 июля. В журнале Rolling Stone назвали песню «большой» балладой, «которая так же убедительна, как и испанские акценты „перчинок“».

## Реакция критиков
«Viva Forever» была тепло воспринята музыкальными критиками. Аманда Мюррей с сайта Sputnikmusic назвала её «по-настоящему восхитительной песней», добавив, что она «никогда бы не подумала, что Spice Girls могут записать такую песню». Рецензент с сайта Yahoo! Music сравнил «Viva Forever» с другой песней Spice Girls «Mama», добавив, что «душещипательная фламенко-гитара и буйные гитарные струны плетут балладу из серии «Я буду любить тебя вечно», вдохновлённую Мадонной».